# Djiroft
Djiroft (ou Jiroft ou Sabzāwārān ou Sabzewaran ou Sabzevārān ou Sabzevārān-e Jiroft ou Sabzvārān, en persan : جيرفت, romanisé: Jiroft ou Djiroft), est une ville de la province de Kerman, à 230 km de cette dernière, dans la préfecture de Jiroft au sud-est de l'Iran. Elle est située dans la vallée du Halil-roud à la périphérie méridionale de la chaîne de montagne, Barez Djebal. Elle est entourée de deux rivières.

## Histoire
Le nom de Djiroft est récemment devenu célèbre dans le milieu de l'archéologie, par les découvertes qui ont été faites dans la région, depuis 2001–2002, de vestiges d'une ancienne cité-royaume enterrée près de la ville actuelle, datés d'environ cinq mille ans.
Le site principal est situé à environ 2 km de la ville et se compose de deux collines (Entre 13 et 21 m), appelées Konar Sandal A et B. Ces découvertes ont amené à la théorie selon laquelle les ruines appartiennent à une culture propre à cette région que les spécialistes nomment la « civilisation de Jiroft » et qui serait un lien entre la civilisation de l'Indus et le royaume ancien d'Élam au IIIe millénaire av. J.-C. Cette hypothèse n'est pas universellement acceptée.